# Фридрих II, војвода Аустрије
Фридрих II од Аустрије познат и као Фридрих Свађалица (Винер Нојштат, 25. април 1211- Лајта, 15. јун 1246) је био војвода Аустрије. Био је син Леополда VI и Теодора Анђелина, војвоткиња Аустрије, од 1230. до своје смрти. Био је пети и последњи аустријски војвода из династије Бабенберг, након што је Аустрија уздигнута из ранга маркгрофовија у ранг војводства 1156. године, Привилегиум Минус. Погинуо је у бици на реци Леита, не оставивши мушке наследнике. 

## Породица
Рођен је у Винер Нојштату, Фридрих је био други преживели син бабенбершког војводе Леополда VI од Аустрије и Теодоре Анђел Ватац, византијске принцезе. Смрћу његовог старијег брата Хенрика 1228. постао је једини наследник аустријског и штајерског војводства.
Његова прва супруга била је византијска принцеза Евдокија Ласкарис, (названа Софија), ћерка цара Теодора I Ласкариса и његове прве жене Ане Комнин Анђел. Разведени су 1222. Фридрих се други пут оженио Агнезом од Мераније 1229. године, наследницом изумрле племићке куће Андеха чији је мираз укључивао велике поседе у Крањској и Виндски марш. Од 1232. Фридрих је себе називао Доминус Карниолае („Господар Крањске“). Међутим, брак је раскинут због бездетности 1243. године.

## Владавина
Фридрих је наследио свог оца 1230. Поносан на своје византијско порекло, млади војвода је убрзо постао познат као Свађалица због своје оштре владавине и честих ратова против суседа, пре свега са Угарском, Баварском и Чешком. Чак је и аустријски Куенринг министериалес, који је до сада био веран владајућој кући, покренуо побуну чим је почела његова владавина.
Према Велткроник оф Јанс дер Еникел, Фридрих је отишао на двор цара Фридриха II по његовом позиву, предводећи поворку од 200 витезова који су носили племенске боје Аустрије. Када је пришао цару, био је одушевљено позван — и по заповести и по захтеву цара Фридриха II — да једе хлеб са њим. Војвода је то одбио, рекавши да је донео своје злато. Али цар је инсистирао. Тако је уместо тога наредио да нико у граду не продаје војводи огрев за његову кухињу. Војвода Фридрих II је уместо тога тражио да купи кућу и када је цар сазнао за то, забранио је. Војвода Фридрих II је тада наредио свом маршалу да изађе касно увече и купи мало орашастих плодова како би му се припремила храна. Војвода Фридрих II је толико импресионирао цара да му је дозволио продају дрва за огрев и шта год пожели. После је војвода тражио да му покажу цареве плаћене убице, што му је и било дозвољено. Прешли су на градску кулу, која је била висока 50 кубика, и извели двојицу његових убица. Цар је тада рекао једном да скочи и без размишљања је човек скочио и пао у смрт. Одмах је војвода Фридрих II био импресиониран чистом лојалношћу ових људи и цар је спречио другог човека да скочи. Искуство је уверило војводу у цареву моћ.
Најопаснији су били његови спорови са хоенштауфенским царем Фридрихом II у току побуне царевог сина Хенрика (VII), мужа Фридрихове сестре Маргарете. Не само да је војвода одбио да се појави на дијети Рајхстага 1232. у Аквилеји, позивајући се на привилегије аустријске Привилегиум Минус, и пркосио је цара свађајући се са угарским краљем Белом IV, чинило се и да је био умешан у заверу свог шурака Хенрика. Када је поново одбио да присуствује на дијети у Мајнцу 1235. године, цар Фридрих II га је коначно изопштио и дао дозволу чешком краљу Вацлаву I да изврши инвазију на аустријске земље. Беч је отворио капије за уједињене чешке и баварске снаге и током година Фридрихове изопштености постао је чак и царски слободни град, где је цар свог сина Конрада IV прогласио за краља Римљана 1237. Међутим, протерани војвода је успео да задржи своју положај владара једне аустријске крње државе у својој резиденцији у Винер Нојштату. Исте године, војвода Фридрих II је донео Ландрехтски закон, који је захтевао да сви поданици бране земљу у случају инвазије.
Године 1239, у спектакуларној промени у царској политици, војвода Фридрих II  је постао један од најважнијих царевих савезника. Године 1241, војвода Фридрих II је био један од ретких западноевропских команданата који су се суочили са Монголима када су напали Аустрију. Након што су Монголи почели да пљачкају Угарску и Хрватску, краљ Бела IV је затражио помоћ од папства и западноевропских владара. Војвода Фридрих II је послао врло малу експедициону јединицу витезова у помоћ Мађарима. Он и његови витезови успели су да победе малу монголску групу током почетних фаза битке код Мохија, али су убрзо отишли након сукоба са краљем Белом IV и Куманима у региону. Поново ће срести Монголе, овог пута у својој земљи. После пораза од Угарске, Монголи су се сада усмерили на Беч. Мања јуришна ескадрила почела је да пљачка Винер Нојштат у јужном Бечу, али их је војвода Фридрих II заједно са својим витезовима и страним савезницима победио и истерао. Аустријанци ће поново победити Монголе у речном маршу у Тебену.После тога, Монголи више никада нису покушали да нападну Аустрију.
Сукоб са Чешком је разрешен веридбом његове нећаке Гертруде од Бабенберга са најстаријим сином краља Вацлава I, маркгрофом Владиславом Моравским. Преговори са царем о уздизању Беча у бискупију и Аустрије (укључујући Штајерску) у краљевину покренути су, међутим, под условом да се војводина нећака Гертруда сада уда за педесетогодишњег цара, којег је недавно изопштио папа Гргур IX и били су му потребни савезници. Услови су договорени 1245. године, али својевољно млада девојка, тада у својим касним тинејџерским годинама, одбила је да се појави на церемонији конзумације на дијети у Верони. У години пре своје смрти, војвода Фридрих II је коначно успео да од Аквилејске патријаршије добије власт над Марком Крањском, али је после његове смрти она припала корушком војводи Бернхарду фон Шпанхајму.
Амбициозни планови војводе Фридриха II пропали су када је погинуо у бици на реци Лејти, у другом граничном сукобу који је водио са мађарским краљем Белом IV. Сахрањен је у опатији Хајлигенкројц.

## Наслеђе
Како је аустријски Привилегиум Минус из 1156. такође дозвољавао женама право наследства, Фридрихова сестра Маргарета и његова нећака Гертруда би имале право на престо. Убрзо након смрти ујака, Гертруда се прво удала за свог вереника Владислава Моравског, који је ипак умро следеће године, затим за маркгрофа Хермана VI од Бадена, који није успео да задржи свој положај у Аустрији, и на крају 1252. године за кнеза Романа Даниловича, млађег брат кнеза Лава I Рјуриковича, зета угарског краља, и овај брак се такође завршио разводом 1253. године.
Исте године чешки Пшемисловићи су поново покушали да потврде своје претензије на аустријско и штајерско војводство тако што су уговорили брак између Гертрудине тетке Маргарете од Бабенберга и сина краља Вацлава, Отакара II, више од двадесет година млађег од ње. Након тога, Аустрија је постала поље сукоба између Пшемисловића и мађарске династије Арпад, у којем је Отакар II у почетку победио краља Белу IV у бици код Кресенбруна 1260. године, док га коначно није збацио хабзбуршки краљ Рудолф I од Немачке у бици Маркхфелда 1278. године.
Као последњи бабенбершки војвода, Фридрих II Свађалица означава крај једне ере у историји Аустрије, почевши од свргавања маркгрофа Леополда I 976. Својим преамбициозним плановима, који су често били осујећени његовим несталним карактером, донекле је личио на свог каснијиег хабзбуршког наследник војводу Рудолф IV. Према историчару из 18. века Хризостому Ханталеру, војвода Фридрих II је био први аустријски војвода који је користио црвено-бело-црвени грб након свог приступања — покушај да победи против невољних локалних племића и да нагласи своју аутономију према цару Фридриху II. Племе је први пут документовано у печату на листини издатој 30. новембра 1230. којом се потврђују привилегије опатије Лилијенфелд. Средњовековни хроничар Јанс дер Еникел извештава да се војвода појавио у црвено-бело-црвеној свечаној хаљини на свом крунисању 1232. године у бечком Шотенштифту.

## Породично стабло
|  |                                          |  |  |  |  |  |  |  |  |  |  |  |  |  |  |  |
|  | 16. Леополд III, маркгроф Аустрије       |  |  |  |  |  |  |  |  |  |  |  |  |  |  |  |
|  |                                          |  |  |  |  |  |  |  |  |  |  |  |  |  |  |  |
|  |                                          |  |  |  |  |  |  |  |  |  |  |  |  |  |  |  |
|  | 8. Хенрик II Аустријски                  |  |  |  |  |  |  |  |  |  |  |  |  |  |  |  |
|  |                                          |  |  |  |  |  |  |  |  |  |  |  |  |  |  |  |
|  |                                          |  |  |  |  |  |  |  |  |  |  |  |  |  |  |  |
|  | 17. Агнеса од Немачке                    |  |  |  |  |  |  |  |  |  |  |  |  |  |  |  |
|  |                                          |  |  |  |  |  |  |  |  |  |  |  |  |  |  |  |
|  |                                          |  |  |  |  |  |  |  |  |  |  |  |  |  |  |  |
|  | 4. Леополд V Аустријски                  |  |  |  |  |  |  |  |  |  |  |  |  |  |  |  |
|  |                                          |  |  |  |  |  |  |  |  |  |  |  |  |  |  |  |
|  |                                          |  |  |  |  |  |  |  |  |  |  |  |  |  |  |  |
|  | 18. Андроник Комнин                      |  |  |  |  |  |  |  |  |  |  |  |  |  |  |  |
|  |                                          |  |  |  |  |  |  |  |  |  |  |  |  |  |  |  |
|  |                                          |  |  |  |  |  |  |  |  |  |  |  |  |  |  |  |
|  | 9. Теодора Комнина Аустријска            |  |  |  |  |  |  |  |  |  |  |  |  |  |  |  |
|  |                                          |  |  |  |  |  |  |  |  |  |  |  |  |  |  |  |
|  |                                          |  |  |  |  |  |  |  |  |  |  |  |  |  |  |  |
|  | 19. Eirene                               |  |  |  |  |  |  |  |  |  |  |  |  |  |  |  |
|  |                                          |  |  |  |  |  |  |  |  |  |  |  |  |  |  |  |
|  |                                          |  |  |  |  |  |  |  |  |  |  |  |  |  |  |  |
|  | 2. Леополд VI Аустријски                 |  |  |  |  |  |  |  |  |  |  |  |  |  |  |  |
|  |                                          |  |  |  |  |  |  |  |  |  |  |  |  |  |  |  |
|  |                                          |  |  |  |  |  |  |  |  |  |  |  |  |  |  |  |
|  | 20. Бела II Слепи                        |  |  |  |  |  |  |  |  |  |  |  |  |  |  |  |
|  |                                          |  |  |  |  |  |  |  |  |  |  |  |  |  |  |  |
|  |                                          |  |  |  |  |  |  |  |  |  |  |  |  |  |  |  |
|  | 10. Геза II                              |  |  |  |  |  |  |  |  |  |  |  |  |  |  |  |
|  |                                          |  |  |  |  |  |  |  |  |  |  |  |  |  |  |  |
|  |                                          |  |  |  |  |  |  |  |  |  |  |  |  |  |  |  |
|  | 21. Јелена Вукановић                     |  |  |  |  |  |  |  |  |  |  |  |  |  |  |  |
|  |                                          |  |  |  |  |  |  |  |  |  |  |  |  |  |  |  |
|  |                                          |  |  |  |  |  |  |  |  |  |  |  |  |  |  |  |
|  | 5. Јелена Угарска                        |  |  |  |  |  |  |  |  |  |  |  |  |  |  |  |
|  |                                          |  |  |  |  |  |  |  |  |  |  |  |  |  |  |  |
|  |                                          |  |  |  |  |  |  |  |  |  |  |  |  |  |  |  |
|  | 22. Мистислав I Велики                   |  |  |  |  |  |  |  |  |  |  |  |  |  |  |  |
|  |                                          |  |  |  |  |  |  |  |  |  |  |  |  |  |  |  |
|  |                                          |  |  |  |  |  |  |  |  |  |  |  |  |  |  |  |
|  | 11. Еуфросина Кијевска                   |  |  |  |  |  |  |  |  |  |  |  |  |  |  |  |
|  |                                          |  |  |  |  |  |  |  |  |  |  |  |  |  |  |  |
|  |                                          |  |  |  |  |  |  |  |  |  |  |  |  |  |  |  |
|  | 23. Љубава Дмитријевна                   |  |  |  |  |  |  |  |  |  |  |  |  |  |  |  |
|  |                                          |  |  |  |  |  |  |  |  |  |  |  |  |  |  |  |
|  |                                          |  |  |  |  |  |  |  |  |  |  |  |  |  |  |  |
|  | 1. Фридрих II, војвода Аустрије          |  |  |  |  |  |  |  |  |  |  |  |  |  |  |  |
|  |                                          |  |  |  |  |  |  |  |  |  |  |  |  |  |  |  |
|  |                                          |  |  |  |  |  |  |  |  |  |  |  |  |  |  |  |
|  | 3. Теодора Анђелина, војвоткиња Аустрије |  |  |  |  |  |  |  |  |  |  |  |  |  |  |  |
|  |                                          |  |  |  |  |  |  |  |  |  |  |  |  |  |  |  |
|  |                                          |  |  |  |  |  |  |  |  |  |  |  |  |  |  |  |